# Муса ибн Нусаир
Муса ибн Нусаир (на арабски: موسى بن نصير‎; на латиница: Mūsá bin Nuṣayr) е арабски управител на Ифрикия (северна Африка от Тунис до Мароко) от името на Омаядския халиф Ал-Уалид І. Известен е най-вече с това, че нарежда, а след това участва в мюсюлманското завоюване на Испания.

## Ранни години
Роден е в град Кафармара в Сирия около 640 г. в семейството на Нусаир бин Абд ал-Рахман. Още млад участва в различни военни операции на халифите от Омаядската династия – в Ирак, в Египет и в самата Сирия. През 704 г. е назначен за управител на Ифрикия, скоро след като в ръцете на арабите пада Картаген. Арабски войски вече са стигали до Мароко, но Муса не е изкушен веднага да последва техния пример. Първо трябва да се справи с берберските племена и повечето прогонва в планините или принуждава да приемат исляма.

## Завладяване на Испания
През 708 г. Муса назначава за управител на крепостта Танжер някой си Тарик ибн Зияд, вероятно син на берберски вожд. Двамата обсъждат евентуално нашествие в Европа през контролираната от Вестготското кралство Испания. И наистина, през 711 г. Тарик повежда 7000 войници, между които и стотина араби, срещу вестготите. Побеждава техния крал Родерих при река Гуадалете и напредва във вътрешността на страната. Скоро в неговите ръце падат Кордоба и Толедо.
Успехът на Тарик събужда у Муса силна ревност и през 712 г. той също се прехвърля в Испания. Води със себе си 18 000 души, много от които араби, изпратени направо от столицата Дамаск. Вместо да се присъедини към Тарик, той се насочва първо към Севиля и след като я превзема, атакува град Мерида в западните части на полуострова. Да я превземе му отнема цяла година, затова едва в края на 713 пристига в Толедо. Следва серия от скандали между него и Тарик, най-вече по въпроса как ще поделят заграбените богатства на вестготите. През 714 г. Муса напредва на североизток, като слага ръка на Сарагоса и Барселона. В това време неговият син Абдул Азис поставя под контрол района на Картахена и Мурсия. Така завоеванието на Испания приключва, макар и да остават автономни региони, а на север в Астурия да са се укрепили известен брой вестготски аристократи.

## Край на кариерата и живота
Халифът в Дамаск се опасява, че Муса и Тарик ще се опитат да образуват в Испания собствена държава. И понеже не може да прецени на кого да се довери, решава да ликвидира и двамата. Нарежда им незабавно да се явят при него. Муса тръгва бавно през цяла северна Африка, като навсякъде демонстрира събраните богатства. Надявайки се, че заслугите му ще бъдат оценени, той не се страхува да отиде в столицата. Все пак решава да поднесе на Ал-Уалид скъпи подаръци. Това не го спасява – арестуван е, лишен е от всичките си постове, а имуществото му е конфискувано. Кога и как е завършил живота си не е известно, но най-вероятно е убит през 716 г.